# Cortemaggiore
Cortemaggiore (en llengua emiliana: Curtmagiùr) és un municipi italià situat a la província de Piacenza, a la regió italiana d'Emília-Romanya. Cortemaggiore es troba al nord d'Itàlia, a uns 80 quilòmetres de Milà i a 120 quilòmetres de Bolonya, a la vall del Po. El municipi limita amb Fiorenzuola d'Arda, Villanova sull'Arda, Besenzone, San Pietro in Cerro, Caorso, Pontenure i Cadeo.
La ciutat va ser fundada el 1479 per la família Pallavicino, sobre un antic assentament romà, que havia estat la capital de l'antic Stato Pallavicino. El 1949, l'empresari italià Enrico Mattei va descobrir al subsòl de Cortemaggiore un important jaciment petrolífer.
El lema del municipi és Nihil sanctius quam recta fides cum sororibus associata: "Res és més sagrat que una fe veritable combinada amb altres virtuts".